# Riya Bhatia
Riya Bhatia (Rohtak, 24 settembre 1997) è una tennista indiana.

## Carriera
Riya Bhatia ha vinto 4 titoli in singolare e 3 titoli in doppio nel circuito ITF. Il 2 marzo 2020, ha raggiunto il bast ranking in singolare raggiungendo la 338ª posizione mondiale, mentre il 17 maggio 2021 ha raggiunto la 387ª posizione in doppio.

## Statistiche ITF

### Singolare

#### Vittorie (3)
| Torneo $100.000 (0) |
| Torneo $80.000 (0)  |
| Torneo $75.000 (0)  |
| Torneo $60.000 (0)  |
| Torneo $50.000 (0)  |
| Torneo $40.000 (0)  |
| Torneo $25.000 (1)  |
| Torneo $15.000 (1)  |
| Torneo $10.000 (1)  |

| N. | Data              | Torneo                                    | Superficie | Avversaria in finale | Punteggio     |
| 1. | 25 settembre 2016 | Jolie Ville Golf Women's, Sharm el-Sheikh | Cemento    | Ana Bianca Mihăilă   | 3–6, 6–4, 6–0 |
| 2. | 8 ottobre 2017    | Astoria Womens Futures, Colombo           | Cemento    | Joséphine Boualem    | 7–6(2), 6–1   |
| 3. | 21 ottobre 2019   | Governor's Cup Lagos, Lagos               | Cemento    | Nastja Kolar         | 7-5, 1-6, 6-3 |

#### Sconfitte (4)
| Torneo $100.000 (0) |
| Torneo $80.000 (0)  |
| Torneo $75.000 (0)  |
| Torneo $60.000 (0)  |
| Torneo $50.000 (0)  |
| Torneo $40.000 (0)  |
| Torneo $25.000 (0)  |
| Torneo $15.000 (1)  |
| Torneo $10.000 (3)  |

| N. | Data             | Torneo                                 | Superficie  | Avversaria in finale | Punteggio     |
| 1. | 22 novembre 2015 | ITF Women's Circuit Gulbarga, Gulbarga | Cemento     | Prerna Bhambri       | 6–4, 5–7, 4–6 |
| 2. | 11 dicembre 2016 | ITF Djibouti Open, Gibuti              | Cemento     | Margarita Lazarëva   | 6(10)–7, 3-6  |
| 3. | 18 dicembre 2016 | ITF Djibouti Open, Gibuti              | Cemento     | Margarita Lazarëva   | 2–6, 2–6      |
| 4. | 18 giugno 2017   | Vitality Open Tour, Curtea de Argeș    | Terra rossa | Georgia Crăciun      | 1–6, 1–6      |

### Doppio

#### Vittorie (4)
| Torneo $100.000 (0) |
| Torneo $80.000 (0)  |
| Torneo $75.000 (0)  |
| Torneo $60.000 (0)  |
| Torneo $50.000 (0)  |
| Torneo $40.000 (0)  |
| Torneo $25.000 (1)  |
| Torneo $15.000 (2)  |
| Torneo $10.000 (1)  |

| N. | Data             | Torneo                     | Superficie | Compagna          | Avversarie in finale               | Punteggio |
| 1. | 10 dicembre 2016 | ITF Djibouti Open, Gibuti  | Cemento    | Kassandra Davesne | Margarita Lazarëva Kélia Le Bihan  | 6–4, 6–4  |
| 2. | 19 maggio 2018   | Tiberias Womens, Tiberiade | Cemento    | Madeleine Kobelt  | Shavit Kimchi Maya Tahan           | 6–3, 6–2  |
| 3. | 3 agosto 2019    | Formosa Cup, Taipei        | Cemento    | Ramu Ueda         | Cho I-hsuan Cho Yi-tsen            | 7-5, 6-2  |
| 4. | 12 ottobre 2024  | Mysuru ITF Open, Mysore    | Cemento    | Jessie Aney       | Akanksha Dileep Nitture Soha Sadiq | 6-1, 6-1  |

#### Sconfitte (20)
| Torneo $100.000 (0) |
| Torneo $80.000 (0)  |
| Torneo $75.000 (0)  |
| Torneo $60.000 (3)  |
| Torneo $50.000 (0)  |
| Torneo $40.000 (3)  |
| Torneo $25.000 (3)  |
| Torneo $15.000 (7)  |
| Torneo $10.000 (4)  |

| N.  | Data              | Torneo                                                    | Superficie  | Compagna            | Avversarie in finale                        | Punteggio        |
| 1.  | 16 maggio 2015    | NIWEC ITF Women's International Tennis Tournament, Nashik | Terra rossa | Karman Thandi       | Sowjanya Bavisetti Rishika Sunkara          | 6(5)–7, 2–6      |
| 2.  | 23 gennaio 2016   | AlSolaimaneyah Women's, Il Cairo                          | Terra rossa | Eetee Maheta        | Petra Krejsová Chantal Škamlová             | 3–6, 2–6         |
| 3.  | 29 ottobre 2016   | MSLTA-PMDTA Women's Tournament, Pune                      | Cemento     | Shweta Chandra Rana | Sharrmadaa Baluu Dhruthi Tatachar Venugopal | 4–6, 0–6         |
| 4.  | 17 dicembre 2016  | ITF Djibouti Open, Gibuti                                 | Cemento     | Margarita Lazarëva  | Kassandra Davesne Kélia Le Bihan            | 3–6, 6–4, [8–10] |
| 5.  | 4 marzo 2017      | ITM University ITF Future Tennis Championship, Gwalior    | Cemento     | Shweta Chandra Rana | Natasha Palha Rishika Sunkara               | 4–6, 2–6         |
| 6.  | 2 giugno 2017     | Nis Open, Niš                                             | Terra rossa | Angelique Svinos    | A'lona Fomina Dar'ja Kružkova               | 0–6, 5–7         |
| 7.  | 9 giugno 2017     | Banjaluka Ladies Open, Banja Luka                         | Terra rossa | Tamara Čurović      | Berfu Cengiz Ani Vangelova                  | 5–7, 6(4)–7      |
| 8.  | 29 luglio 2017    | Trofeul Municipiului Targu Jiu, Târgu Jiu                 | Terra rossa | Oana Gavrilă        | Sofija Lansere Kamilla Rachimova            | 3–6, 2–6         |
| 9.  | 6 maggio 2018     | Egypt Women's Future, Il Cairo                            | Cemento     | Shelby Talcott      | Petia Aršinkova Gergana Topalova            | 6–4, 3–6, [4–10] |
| 10. | 1º settembre 2018 | Asia/Oceania Women's Circuit, Nonthaburi                  | Cemento     | Lu Jiaxi            | Cho I-hsuan Wang Danni                      | 4–6, 3–6         |
| 11. | 7 novembre 2020   | Lousada Indoor Open, Lousada                              | Cemento (i) | Inês Murta          | Arianne Hartono Yuriko Lily Miyazaki        | 1–6, 7–5, [7–10] |
| 12. | 13 marzo 2021     | KPIT MSLTA ITF Womens Tennis Tournament, Pune             | Cemento     | Miriam Bulgaru      | Rutuja Bhosale Emily Webley-Smith           | 3–6, 2–6         |
| 13. | 2 maggio 2021     | Oeiras Ladies, Oeiras                                     | Terra rossa | Gabriela Cé         | Adrienn Nagy Park So-hyun                   | 4–6, 1–6         |
| 14. | 6 agosto 2022     | IPG Open, Rio de Janeiro                                  | Terra rossa | María Paulina Pérez | Thaísa Grana Pedretti Noelia Zeballos       | 3-6, 1-6         |
| 15. | 2 novembre 2024   | Hamburg Ladies Open, Amburgo                              | Cemento (i) | Lian Tran           | Madeleine Brooks Isabelle Haverlag          | 3-6, 2-6         |
| 16. | 16 novembre 2024  | Madeira Ladies Open, Funchal                              | Cemento     | Polina Iatcenko     | Holly Hutchinson Ella McDonald              | 6-3, 2-6, [8-10] |
| 17. | 21 dicembre 2024  | IWTC Tournament, Navi Mumbai                              | Cemento     | Zeel Desai          | Kanako Morisaki Naho Sato                   | 6-4, 3-6, [7-10] |
| 18. | 19 aprile 2025    | Ladies Open de Calvi, Calvi                               | Cemento     | Sada Nahimana       | Lia Karatančeva Lisa Zaar                   | 4-6, 3-6         |
| 19. | 5 luglio 2025     | Raiffeissen Bank Open, Bucarest                           | Terra rossa | Sada Nahimana       | Estelle Cascino Patricia Maria Țig          | 6-4, 3-6, [6-10] |
| 20. | 12 luglio 2025    | Corroios Ladies Open, Corroios-Seixal                     | Cemento     | Elena Micic         | Eudice Chong Liang En-shuo                  | 1-6, 0-6         |